# Letona
Pour les articles homonymes, voir Letona (homonymie).
Letona est une commune ou une contrée appartenant à la municipalité de Zigoitia dans la province d'Alava, située dans la Communauté autonome basque en Espagne.